# Fita de les Tres Províncies
La Fita de les Tres Províncies és una obra d'Almatret (Segrià) inclosa a l'Inventari del Patrimoni Arquitectònic de Catalunya.

## Descripció
L'accés a aquest indret normalment s'efectua des d'Almatret per l'antic camí de Faió, fins al punt on aquest abandona el citat terme. Fita de pedra de planta triangular amb una inscripció incisa que en la qual es pot llegir Zaragoza.